# Pierre Drobecq
Pierre Drobecq, né le 27 juillet 1893 à Amiens et mort le 10 mai 1944 à Creil, est un architecte et peintre, graveur, lithographe, illustrateur, de Boulogne-sur-Mer.

## Biographie
Pierre Georges Henri Auguste Drobecq, naît le 27 juillet 1893 à Amiens, fils de Georges Louis Auguste Drobecq, marchand de bois, et de Marie Zoé Yvonne Brunel.
Pendant la Première Guerre mondiale, il est fait prisonnier de guerre le 7 septembre 1914 à Maubeuge, transféré au camp de Wahn (de) en Rhénanie, et libéré le 2 février 1918.
Il étudie à l'École Nationale Supérieure des Beaux Arts de Paris dans l'atelier de  Léon Jaussely et Roger-Henri Expert. Il est diplômé architecte DPLG le 15 novembre 1922.
le 4 février 1924, il épouse Gabrielle Eugénie Désirée Rousseau à Boulogne-sur-Mer. 
Il s'installe à Boulogne-sur-Mer et habite au 242, rue Charles-Cazin, à Équihen-Plage. Il est l'auteur de nombreux immeubles boulonnais notamment boulevard Sainte-Beuve.
Il travaille pour l'hôtel de ville du Touquet-Paris-Plage, l'hôtel Royal Picardy et l'immeuble Dervaux de Boulogne-sur-Mer avec son collègue Louis Debrouwer. Il est membre de la commission historique du Pas-de-Calais.
Pendant la Seconde Guerre mondiale, il est affecté le 22 octobre 1939, en tant qu'infirmer militaire, à l'hôpital complémentaire Royal Picardy du Touquet-Paris-Plage et renvoyé dans ses foyers le 9 décembre 1939.
Il est lauréat en 1943 de la Société des sciences de Lille, qui lui décerne le grand prix Delphin-Petit pour son œuvre.
Il meurt, brûlé vif, en gare de Creil, le 10 mai 1944, lors du bombardement par les Alliés d'un convoi d'essence.

### Peinture
Pierre Drobecq est également peintre, graveur, lithographe, illustrateur. Il a peint une centaine de moulins. 103 de ses peintures sont données en 1973, par sa veuve, au musée de Bergues. En 2016, Patrick Descamps, directeur du musée et des archives de Bergues, réalise un livre intitulé "Les moulins de Pierre Drobecq".
Le musée du Touquet-Paris-Plage possède des toiles de l'artiste :
- Église d'Étaples, 1928, aquarelle sur papier, don de l'artiste ;
- Vieille matelote tricotant, huile sur toile, don de l'artiste ;
- Portrait, 1933, huile sur toile, don de M. et MmeGeorges Gripois-Lemal ;
- Matelote, 1936, gravure, don de l'artiste ;
- Moulin à vent, 1936, fusain, don de l'artiste ;
- Projet de l'hôtel de ville du Touquet-Paris-Plage, vers 1931, gouache.

### Publications
- La cheminée dans l'habitation. Sa survivance et la technique de sa construction. paru en 1942
- Églises et clochers dans le Boulonnais, l'Artois, le Ponthieu. L'édition est posthume (1949). Elle contient notamment 21 eaux fortes pleine page de Pierre Drobecq.
- L'Œuvre de Pierre Drobecq, 1935, édition d'architecture, d'industrie et d'économie rurale, Strasbourg, Imprimerie Istra[6].

### Galerie photos

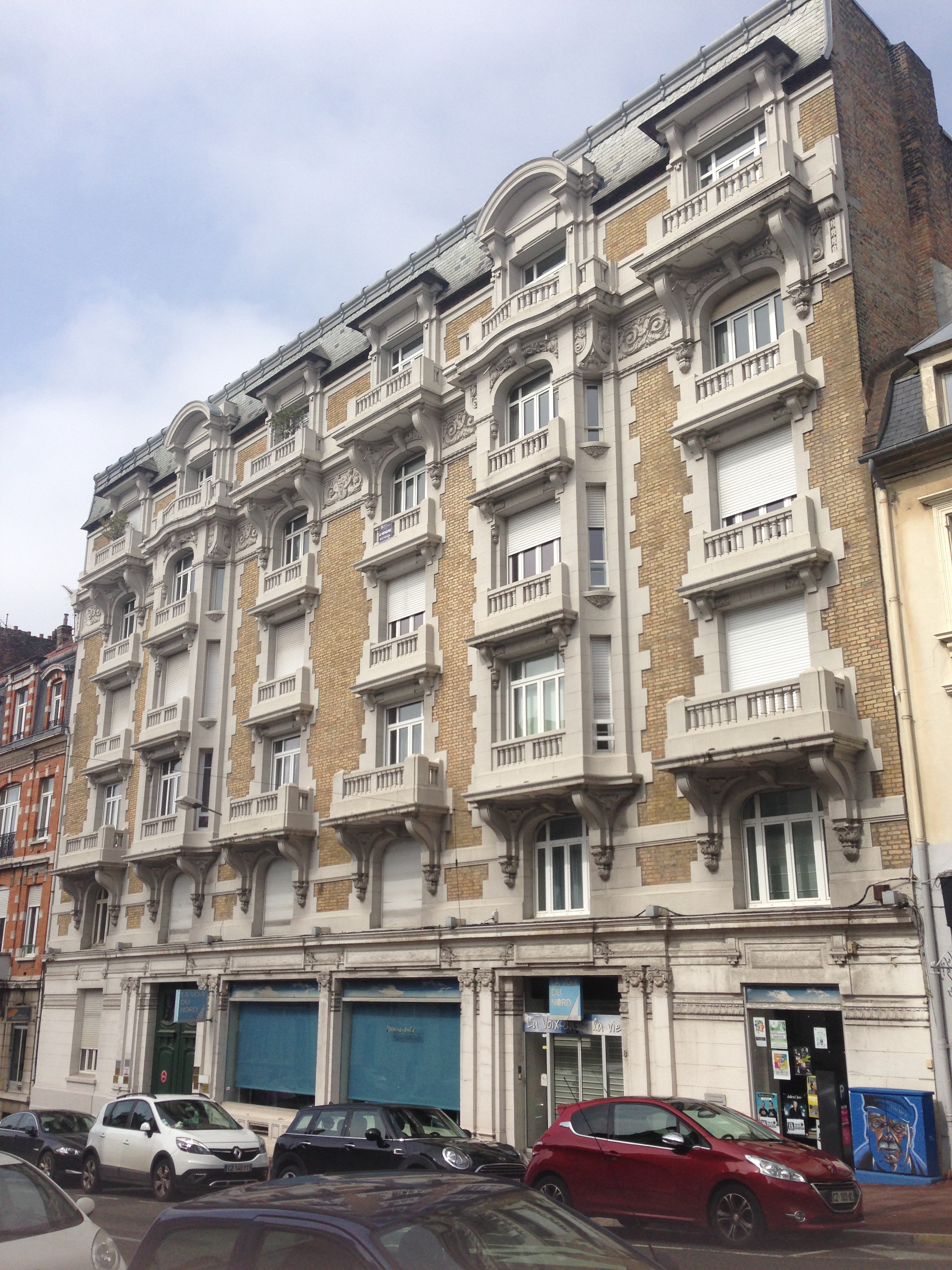
Immeuble Dervaux, Boulogne-sur-Mer.
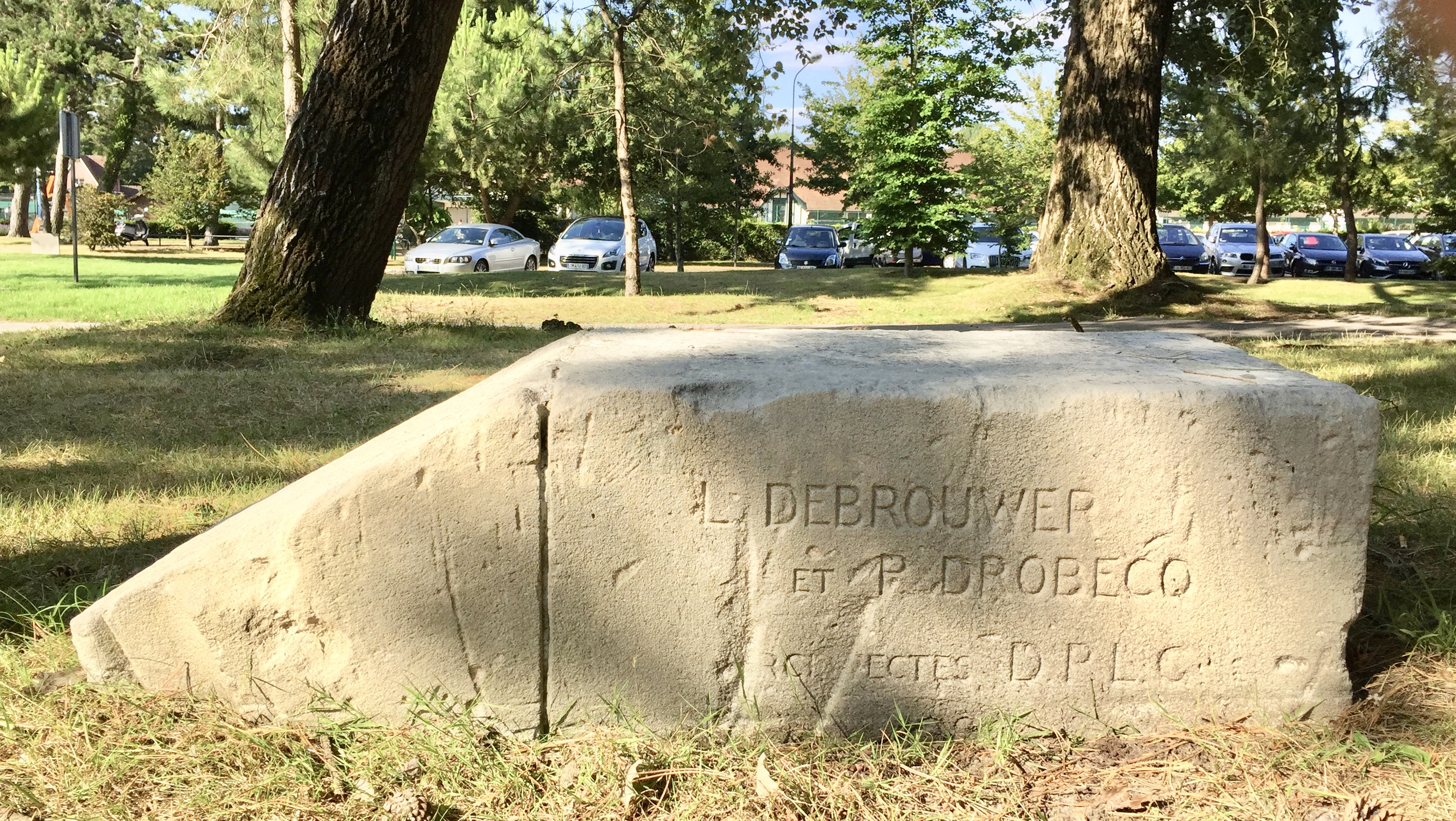
Bloc de pierre, vestige de l'hôtel Royal Picardy du Touquet-Paris-Plage, portant les noms des 2 architectes.

## Distinction
Pierre Drobecq est fait officier d'Académie.

## Réalisations architecturales
Pierre Drobecq est l'auteur de nombreuses réalisations.
- à Boulogne-sur-Mer
  - l'immeuble Dervaux en 1922[7]
  - l'extension de l'hôtel de ville en 1931[8]
  - le Monument aux morts dit Mémorial Portugais en 1938[9]
  - l'extension de l'ouvrage d'entrée dit Porte Gayole[10]
  - restauration du château de Honvault près de Boulogne-sur-Mer, Pas-de-Calais, avec l'architecte Louis Debrouwer et la décoratrice Jeanne Thill.

- à Saint-Martin-Boulogne
  - Église Sainte-Ide, construite en 1937, vitraux d'Henry Lhotellier,  Inscrit MH (2015)[11],[12] Label « Patrimoine du XXe siècle »

- au Touquet-Paris-Plage
  - L'hôtel des Anglais
  - Le palace Royal Picardy
  - L'hôtel de ville, construit en 1931,  Inscrit MH (2014)[13],[14]
  - la villa Claymore de M. V de B, avenue Édouard VII, construite dans les années 1920[15]
  - La villa Low Wood puis Low Wood Manor, construite vers 1930[16] pour le riche auteur anglais P.G. Wodehouse

## Pour approfondir